# Macaroeris litoralis
Macaroeris litoralis är en spindelart som beskrevs av Jörg Wunderlich 1991 [1992. Macaroeris litoralis ingår i släktet Macaroeris och familjen hoppspindlar. Inga underarter finns listade i Catalogue of Life.